# Juan Díaz (actor argentino)
Juan Díaz, más conocido como Cuchuflito, (Mercedes, Buenos Aires, 3 de abril de 1939) es un actor argentino.
En sus inicios como actor formó parte de la La revista dislocada y Telecómicos. Trabajó junto a Juan Carlos Calabró, Mario Sapag, Jorge Porcel, Alberto Olmedo, Tristán, Calígula, Rafael Carret, Atilio Pozzobón, Osvaldo Canónico, Horacio Bruno y Julio López. Su apodo, «Cuchuflito», proviene del personaje creado por Aldo Cammarota para el programa humorístico de televisión Telecómicos de la década de 1960, un muñeco humano de apariencia esmirriada y enclenque, por el cual se popularizó el término en esa época entre los argentinos para referirse a las personas con ese aspecto. En Calabromas, el programa de Juan Carlos Calabró, su personaje era Juanchi, el amigo de Aníbal.   
En 2012 durante la entrega de los Premios Podestá recibió una medalla conmemorativa por los cincuenta años de afiliación a la Asociación Argentina de Actores.

## Películas
- 1986 - Las aventuras de Tremendo.
- 1986 - Camarero nocturno en Mar del Plata.
- 1981 - Gran Valor en la Facultad de Medicina.
- 1980 - A los cirujanos se les va la mano.
- 1979 - Expertos en pinchazos.
- 1978 - Patolandia nuclear.
- 1976 - La noche del hurto.
- 1975 - No hay que aflojarle a la vida.
- 1974 - Los vampiros los prefieren gorditos.
- 1971 - El veraneo de los Campanelli.
- 1970 - Un elefante color ilusión.
- 1968 - Che, OVNI.
- 1966 - La gorda.
- 1966 - Necesito una madre.
- 1963 - Canuto Cañete, conscripto del siete.